# Kapas Mahal
Pour les articles homonymes, voir Mahal (homonymie).
Kapas Mahal ou « région du coton » est le nom donné à partir du XVIIIe siècle dans les documents fiscaux moghols et britanniques à l’actuelle région des Chittagong Hill Tracts, qui fournissait du coton en tribut,. Cette production s’est accrue après 1880 avec l’expansion de l’agriculture sédentaire dans les zones d’altitude.
Le Kapas Mahal, appelé également Joom Bungoo (zone d’agriculture itinérante joom) dans un document de 1784, était occupé à l’époque où les Moghols en prirent le contrôle par un royaume Chakma d’une superficie de plus de 13 100 km²[réf. nécessaire]. Fondé au XIVe siècle par Raja Marekyaja venu du royaume d’Arakan, sa capitale était Rajdhani (« capitale » dans plusieurs langues indiennes) tout près de l’actuelle Rangamati ou Rangamadi[réf. nécessaire].